# Espérantiste

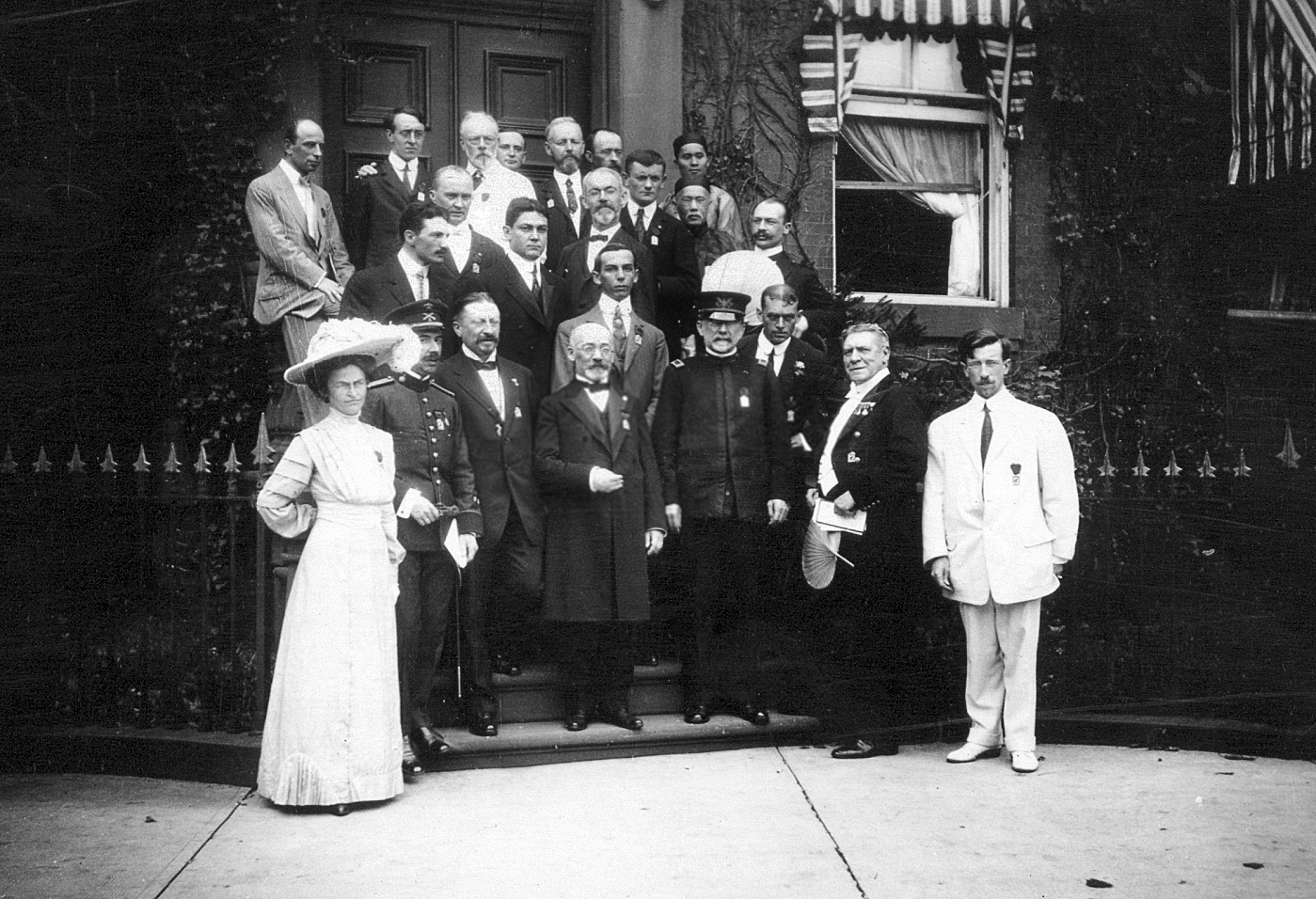
Congrès international de l'Esperanto à Washington en 1910 avec Ivy Kellerman Reed, José Perogordo Camacho, Edward Mybs, Louis-Lazare Zamenhof, H. W. Yemans, John Pollen, Edwin Reed.

Un espérantiste ou espérantophone est une personne connaissant l’espéranto ; de façon plus restreinte, il peut aussi s’agir d’une personne militant activement pour l’emploi de cette langue, ou la pratiquant et militant pour son emploi. Le congrès universel d'espéranto de 1905 a donné la définition suivante : « Est nommé espérantiste celui qui sait et emploie la langue espéranto, pour quelque but que ce soit. ».

## Étymologie
Le Trésor de la langue française informatisé (TLFi) donne comme étymologie une construction à partir du mot « espéranto », avec le suffixe « -iste ». Ce mot est apparu en français en 1907 en tant qu’adjectif signifiant « Qui concerne l'espéranto », et est devenu un nom en 1911 par conversion lexicale. Toutefois, des attestations du nom sont trouvables dès 1898 dans des journaux espérantistes écrits en français, tels que L’Espérantiste.
La déclaration sur l’espérantisme, dite déclaration de Boulogne, signée lors du congrès de Boulogne-sur-Mer, définit le nom « espérantiste » en ces termes : « Est nommé espérantiste celui qui sait et emploie la langue espéranto, pour quelque but que ce soit. ».
Toutefois, il existe souvent une confusion entre les termes « espérantiste » et « espérantophone » :  Le Petit Larousse donne le sens de locuteur de la langue, en faisant un synonyme de « espérantophone »,  en revanche, Le Petit Robert donne le sens de partisan de la langue. Enfin le TLFi donne le sens de locuteur et partisan.

## Quelques espérantistes
- Louis-Lazare Zamenhof (1859-1917), initiateur de l'espéranto ;
- Marcellin Berthelot (1827-1907), scientifique et homme politique français ;
- Rosa Junck (1850-1929), espérantiste et enseignante de langues tchèque, qui sert de modèle pour la prononciation de la langue lors du premier congrès universel d’espéranto ;
- Eugénie Cense (1879-1955), présente lors de la visite de Louis-Lazare Zamenhof à Paris en 1913 ;
- Gabriel Chavet (1880-1972), fondateur dans son lycée en 1897 de l'un des premiers clubs d’espéranto ;
- Jeanne Flourens (1871-1928), espérantiste française[6] ;
- René Maurice Fréchet (1878-1973), mathématicien français[7] ;
- Charles Méray (1835-1911), mathématicien français[7];
- Hippolyte Sébert (1839-1930), scientifique, général et espérantiste, président de la fédération française d'espéranto ; présent lors de la visite de Louis-Lazare Zamenhof à Paris en 1913. La bibliothèque historique de Espéranto-France porte son nom ;
- Eugène Aisberg (1905-1980), journaliste et  vulgarisateur scientifique français d'origine ukrainienne,  membre honoraire de l'Institut des ingénieurs électriciens et électroniciens.